# تاپ‌آوت
تاپ‌آوت (انگلیسی: Tapout) شرکت تجهیزات ورزشی آمریکایی است، که در سال ۱۹۹۷ توسط چارلز لوئیس جونیور و دان کالدول تأسیس شد.